# Paweł Prostak
Paweł Prostak, łac. Paulus Simplex (żył na przełomie III i IV wieku) – egipski eremita, święty Kościoła katolickiego oraz Cerkwi prawosławnej.

## Życiorys
Przekazy o jego życiu pochodzą główne z prac Historia Lausiaci Palladiusza, Historia monachorum in Aegypto oraz z pism Sozomenosa. Żył w IV wieku i był żonaty. Po odkryciu zdrady żony udał się na pustynię, gdzie spotkał Antoniego Wielkiego i oświadczył, że chce zostać mnichem. Antoni początkowo odmówił ze względu na wiek Pawła (około 60 lat), jednak po kilku dniach zmienił zdanie. Pustelnicze i ascetyczne życie urobiło mu przydomek „Prostak”. Był także egzorcystą, który miał w tej umiejętności przewyższać innych ówczesnych charyzmatyków.
Jego wspomnienie liturgiczne obchodzone jest 7 marca w Kościele katolickim oraz 7 (20) marca i 4 (17) października w Cerkwi prawosławnej.